# Šťavelotvaré

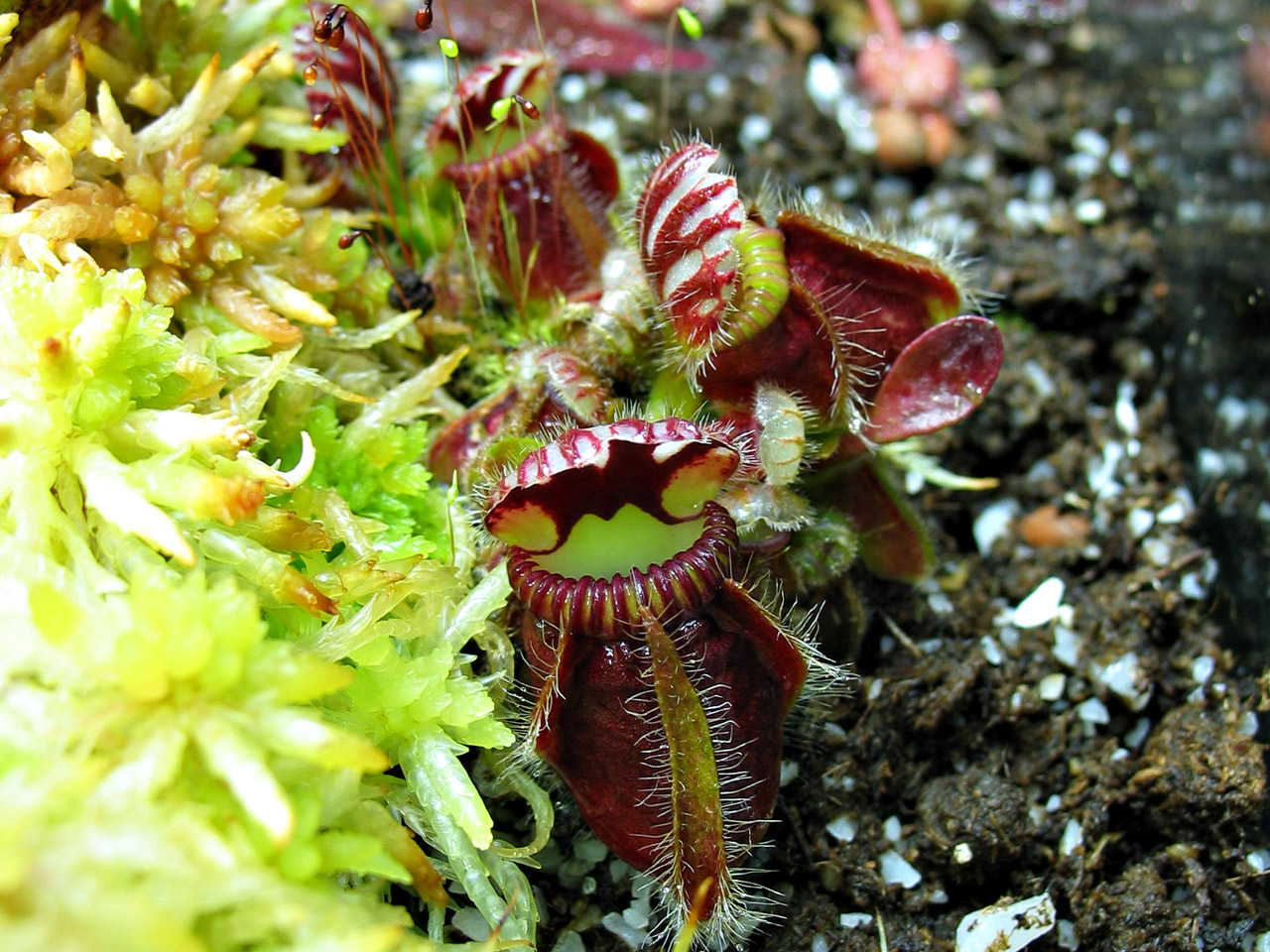
Láčkovice australská (Cephalotus follicularis)

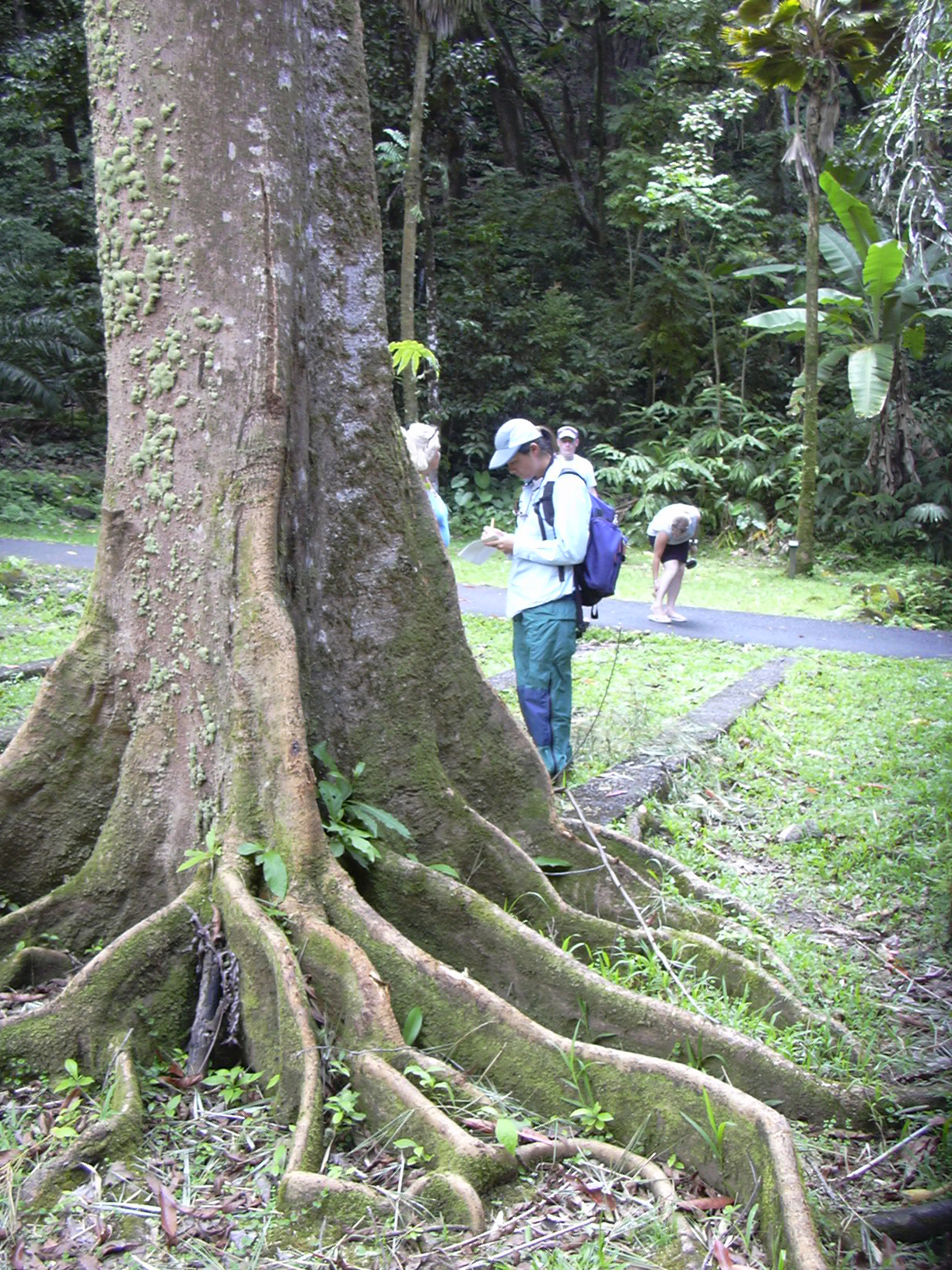
Elaeocarpus grandis

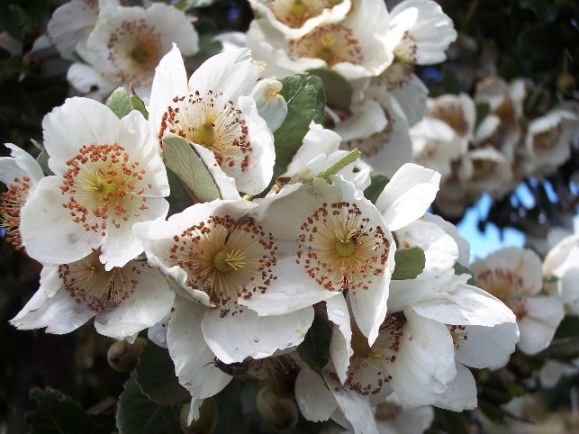
Eucryphia cordifolia

Šťavelotvaré (Oxalidales) je řád vyšších dvouděložných rostlin.

## Charakteristika
Řád zahrnuje byliny i statné stromy a dokonce jeden druh masožravé rostliny. Charakteristických společných morfologických znaků není mnoho. Časté jsou složené listy. Gyneceum je svrchní, nejčastěji z menšího počtu plodolistů.

## Taxonomie
Čeledi, náležející podle dnešního pojetí do řádu šťavelotvaré (Oxalidales) byly před nástupem molekulárních metod řazeny do několika různých řádů nebo i podtříd.
V Cronquistově systému byla většina těchto čeledí řazena v řádu růžotvaré (Rosales), čeleď šťavelovité (Oxalidaceae) byla v řádu kakostotvaré (Geraniales), čeleď Elaeocarpaceae v řádu slézotvaré (Malvales), čeleď Tremandraceae (dnes vřazená do Elaeocarpaceae) v řádu vítodotvaré (Polygalales) a čeleď Huaceae v řádu violkotvaré (Violales).
V systému APG III je řád součástí skupiny vyšších dvouděložných rostlin nazývané Eurosids I.

## Přehled čeledí
- kunoniovité (Cunoniaceae)
- láčkovicovité (Cephalotaceae)
- mastnoplodovité (Elaeocarpaceae)
- šťavelovité (Oxalidaceae)
- Brunelliaceae
- Connaraceae
- Huaceae[1]